# 하의초등학교 옥도분교
하의초등학교 옥도분교는 대한민국 전라남도 신안군 하의면 옥도리에 있었던 초등학교이다.

## 연혁
- 1939년 10월 3일 옥도신명학원 개원
- 1952년 5월 2일 하의국민학교 옥도분교 개교
- 1967년 4월 1일 도서벽지학교 '갑'급 지정
- 1986년 1월 1일 도서벽지학교 '가'급 조정
- 1996년 3월 1일 하의초등학교 옥도분교 개칭
- 1998년 3월 1일 폐교 및 하의초등학교 통폐합